# Mahlon DeLong
Mahlon R. DeLong (1938 à Des Moines – 17 mai 2024 à Atlanta) est un neurologue américain et professeur à la faculté de médecine de l'université Emory. Ses recherches ont fait progresser la compréhension et le traitement de la maladie de Parkinson, de la dystonie, des tremblements et d’autres troubles neurologiques du mouvement.

## Biographie
DeLong fréquente l'Université Stanford (AB 1962), la Harvard Medical School (MD 1966), effectue son internat au Boston City Hospital et sa résidence à l'Hôpital Johns-Hopkins de Baltimore, puis rejoint la faculté de l'Université Johns-Hopkins. En 1990, il devient membre du corps professoral de l'Université Emory, où il est professeur de neurologie William Patterson Timmie en 1993. Il est membre de la Dana Alliance for Brain Initiative.
En 1968, DeLong commence cinq années de formation à la recherche dans le laboratoire d'Edward Evarts aux National Institutes of Health à Bethesda, dans le Maryland. En 1971, lui et Russell T. Richardson réalisent des expériences sur des singes pour découvrir les premiers groupes de neurones (noyau basal), impliqués dans la pathogénèse de l'apprentissage conditionné et ils révèlent le rôle joué par le neurotransmetteur acétylcholine.
Au NIH, DeLong enregistre les réactions de cellules cérébrales individuelles dans une partie du cerveau appelée les noyaux gris centraux. À cette époque, on sait que les noyaux gris centraux sont impliqués dans le mouvement et qu'ils sont la partie du cerveau la plus affectée dans la maladie de Parkinson. Cependant, on sait peu de choses sur la façon dont les noyaux gris centraux affectent le mouvement, ou sur la façon dont la maladie des noyaux gris centraux provoque les troubles du mouvement observés dans la maladie de Parkinson. Au cours d'expériences méticuleuses menées sur plusieurs années, DeLong mesure la décharge de cellules spécifiques dans les noyaux gris centraux de singes éveillés lorsqu'ils effectuent des mouvements entraînés spécifiques.
Sur la base de ces travaux et de ceux d’autres chercheurs, DeLong et ses collègues identifient une série de circuits distincts reliant les noyaux gris centraux au cortex cérébral et au thalamus. Ces circuits permettent un traitement parallèle des émotions, des pensées et des mouvements.
Dans les années 1980, DeLong et ses collègues commencent à étudier des singes atteints d'une maladie induite expérimentalement très semblable à la maladie de Parkinson. Il découvre que les neurones d’une partie des noyaux gris centraux appelée noyau sous-thalamique s’activent de manière excessive et que la destruction (ablation) du noyau sous-thalamique améliore considérablement les symptômes.
Peu de temps après, le neurochirurgien Alim Louis Benabid découvre que la même amélioration peut être obtenue en plaçant un fil dans le noyau sous-thalamique, en le connectant à une batterie et en délivrant une stimulation haute fréquence réglable à l’extrémité du fil – une technique appelée stimulation cérébrale profonde. Aujourd’hui, cette technique est utilisée pour améliorer les symptômes et la qualité de vie des patients atteints de la maladie de Parkinson qui ne répondent pas adéquatement au traitement pharmacologique. L’ablation ou stimulation cérébrale profonde du noyau sous-thalamique a transformé la vie de nombreuses personnes atteintes de la maladie de Parkinson.
Pour son travail de compréhension des circuits reliant les noyaux gris centraux à d'autres parties du cerveau et pour l'application de ces connaissances au développement d'une technique qui a soulagé la souffrance de nombreuses personnes atteintes de la maladie de Parkinson, DeLong reçoit en 2014 le Breakthrough Prize in Life Sciences.
Les mêmes réalisations sont  reconnues par la réception (avec Benabid) du prix de recherche médicale clinique Lasker-DeBakey 2014.